# La Capilla (Jalisco)
La Capilla es una localidad del estado mexicano de Jalisco. Es parte del municipio de Ixtlahuacán de los Membrillos. Fue fundada el 15 de marzo de 2020.

## Demografía
| Censo | Población |
| ----- | --------- |
| 2020  | 2333      |